# Shyra Ely
Shyra Ely, née le 9 août 1983 à Indianapolis (Indiana), est une joueuse américaine professionnelle de basket-ball. Elle est une ailière polyvalente, présente au rebond et adroite aux tirs à longue distance.

## Biographie
À la Ben Davis High School d'Indianapolis, elle est élue WBCA All-American et lauréate de Indiana Miss Basketball. Elle marque deux points lors du WBCA High School All-America Game (en). Au lycée, elle pratique aussi en compétition le sprint et le volley-ball.
Elle intègre le prestigieux programme NCAA de l'université du Tennessee. Dès sa saison freshman, elle intègre 22 fois sur 33 le cinq de départ, pour des moyennes de 9,3 points et 5,4 rebonds en 21 minutes. Elle prend un rôle de sixième femme en sophomore pour des statistiques de 9,8 points et 6,6 rebonds (leader des Vols aux rebonds). En junior, elle est nommée Kodak All-American and an AP All-American Third Team selection, dans le meilleur cinq de la Southeastern Conference avec 14,5 points, 8,0 rebonds et 1,5 passe décisive. En 2004-2005, elle est de nouveau dans le meilleur cinq (et MVP) de la Southeastern Conference avec 14,0 points, 6,8 rebonds et 1,6 passe décisive. Ses 1 673 points la classent neuvième meilleure marqueuse des Lady Vols et ses 940 prises sixième meilleure rebondeuse. En sophomore et junior, Tennessee atteint la Finale, mais est défait les deux fois par les Connecticut Huskies.
Draftée par les Silver Stars de San Antonio au second tour (14e choix), elle participe à 31 rencontres - dont 11 titularisations - pour 4,5 points et 2,0 rebonds en 16 minutes, avec notamment 13 points face à Phoenix. Sa seconde saison se résume à 12 matches en raison d'une fracture au pied pour 3,4 points et 2,6 rebonds en 11 minutes. Sur 29 rencontres en 2007, avec le Storm, son temps de jeu reste inférieur à 10 minutes pour seulement 2,2 points et 1,3 rebond. Toujours à Seattle, elle dispute les 34 rencontres du Storm pour 3,3 points et 2,6 rebonds en 11 minutes, avec un record à 16 points lors des finales finale le 16 septembre face aux Sparks. Son seul autre matche à deux chiffres est joué face à Phoenix le 25 juillet. En 2009, elle dispute les 34 matches - dont neuf dans le cinq de départ - du Sky avec ses meilleures statistiques, soit 6,8 points et 2,6 rebonds en 15 minutes, dont un record à 26 points (11 tirs sur 18, avec 3 sur 4 à trois points), 8 rebonds et 3 passes décisives. Elle inscrit 23 paniers primés sur la saison, mais le Sky manque les play-offs. Absente en 2010 pour cause de blessure, elle signe au Fever où sa polyvalence lui permet de remplacer Tamika Catchings comme Katie Douglas. Elle retrouve à Indiana l'assistant coach Stephanie White qui était déjà au Sky en 2009.
Hors saison WNBA, elle joue à l'étranger. En 2005-2006, elle commence la saison à Raanana Herzeliya en Israël et la finit avec les Woori Bank Hansae en WKBL (Corée du Sud). L'année suivante, elle joue consécutivement pour deux équipes israéliennes, Elitzur Ramla (10 matches à 10,9 points à 40,2 % à 2 points et 36,4 % à 3 points, et 8,8 rebonds, 1,7 passe décisive) puis Raanana Herzeliya (10 matches à 20,3 points à 47,6 % à 2 points et 30,0 % à 3 points, 11,4 rebonds, 2,0 passes, 1,9 interception) avec des statistiques cumulées de 15,6 points, 10,1 rebonds et 1,7 interception. En 2007-2008, elle passe toute la saison en Pologne avec Gorin pour 19,8 points, 9,0 rebonds et 2,7 interceptions. En 2008-2009, elle joue dix rencontres d'Eurocoupe avec l'équipe chypriote de l'AEL Limassol pour lesquels elle inscrit 14,4 points, 8,1 rebonds et 1,7 balle volée. En 2009-2010, elle dispute seize rencontres en Chine avec les Jiangsu Phoenix, avec des moyennes de 18,1 points, 7,7 rebonds et 1,6 interception, mais se blesse au talon d'Achille. Sa convalescence la prive de la saison WNBA 2010. Elle reprend progressivement la compétition en Turquie avec Tarsus avec 10,0 points, 6,1 rebonds en 23 minutes en 15 matches.

## Palmarès
- Demi-finaliste la Coupe d'Israël
- Finales de la Conférence Ouest WNBA 2008
- Vainqueure de la Coupe de Chypre en 2009
- Championne de Chypre en 2009
- Finaliste de la Coupe de Turquie 2011[6]

## Distinctions individuelles
- Asia-Basket.com All-Chinese WCBA Honorable Mention -10[6]
- Asia-Basket.com Chinese WCBA All-Imports Team -10[6]